# Атлет (ДЮСШ)
«Атлет» — Дитячо-юнацька спортивна школа з міста Києва.

## Історія
У 1970 році відбулося об’єднання дитячо-юнацьких команд МІСЬКВНО-2 та двох дорослих команд Колективу фізичної культури “Київського м’ясокомбінату”, що у Дарницькому районі м. Києва. Це об`єднання і дало назву клубу – “Дружба”. Клуб очолили: від МІСЬКВНО-2 – тренер А.П. Камзолов, від колективу фізкультури інструктор – М.М. Скорий.
У 1977 році для клубу “Дружба” збудовано спорткомплекс з ігровим залом 36 х 18 м та футбольне поле 90 х 68 м  з зеленим газоном.
Приблизно з середини 80-х років починається активний розвиток клубу, його інфраструктури, кадрового складу та чисельності його вихованців. У 1986 році директором спорткомплексу Васькевичем В.І. були запрошені у колектив спорткомплексу на посади тренерів – викладачів з футболу колишні вихованці ФК «Дружба»  Філенко Е.В. та Нахабов С.В., котрі активно долучилися до поставленої мети – здобути школі високий авторитет не тільки в Києві, але і у всьому українському футболі. Вже у 1988 році клуб “Дружба” виставляє у першості Києва команди у всіх вікових групах і вже відтоді є незмінним учасником всіх міських змагань і інших авторитетних турнірів для юнаків різного віку.
14 квітня 2003 року наказом Головного управління по фізичній культурі та спорту за №352 клуб “Дружба” об’єднується з школою “Атлет”, утворивши єдину структуру – Спортивну дитячо-юнацьку школу олімпійського резерву “Атлет”. У цьому ж році СДЮШОР “Атлет” передаються спортивні комплекси по вул. Тростянецька, 60 та по вул. Зрошувальна, 4-А. Це дає змогу залучити до школи велику кількість нових учнів, що люблять футбол і прагнуть навчитися азам спражньої майстерності цієї чудової гри.
З 2007 року команди ДЮСШ “Атлет” старших вікових груп беруть участь в чемпіонаті Дитячої юнацької футбольної ліги України.
З 2003 по 2016 рік директором ДЮСШ «Атлет» був Васькевич Володимир Іванович.
На сьогодні[коли?] ДЮСШ «Атлет» очолювана директором Павленком Дмитром Валентиновичем це 17 тренерів – викладачів з футболу; 4 команди учасниці ДЮФЛ України, 21 команда бере участь у першості м. Києва.
Спортивний комплекс ДЮСШ «Атлет» по вул. Зрошувальній, 4 –А, включає:
- спортивний зал 36 х 18 м;
- футбольний майданчик (штучна трава) 20 х 40 м;
- футбольне поле (штучна трава) 103 х 68 м;
- критий футбольний майданчик (штучна трава) 50 х 30 м.

## Тренери КМК, ФК «ДРУЖБА», тренери-викладачі  ДЮСШ «АТЛЕТ»
| КМК ФК «Дружба» | ДЮСШ «Атлет»     |                                                                                  |
| 1946 - 1956     |                  | ШМИГЕЛЬСЬКИЙ Борис Михайлович                                                    |
| 1956 - 1988     |                  | СКОРИЙ Микола Микифорович                                                        |
| 1969 - 1979     |                  | КАМЗОЛОВ Анатолій Петрович                                                       |
| з 1985          | з 2007           | інструктор - методист ДЮСШ «Атлет» ФІЛЕНКО Едуард Володимирович                  |
| 1988 - 1996     |                  | ЖАРІКОВ Володимир Володимирович                                                  |
| 1988 – 2001     | з 2013           | заступник директора з навчально-тренувальної роботи НАХАБОВ Сергій Владиславович |
| 1992 - 1996     |                  | Васильєв Павло Михайлович                                                        |
| 1993 - 1996     |                  | Краснощек Валерій Миколайович                                                    |
| 1994 - 1996     |                  | КОНОВАЛОВ Сергій Сергійович                                                      |
| 1998 - 2002     |                  | ЛИТВИН Андрій Миколайович                                                        |
| з 2000          | з 2007           | старший тренер-викладач ДЮСШ «Атлет» МУРАШЕНКО Дмитро Костянтинович              |
| 2001 - 2002     |                  | ГРЕБЕНОЖКО Олександр Володимирович                                               |
| 2001 - 2002     |                  | ДУНІХІН Павло Миколайович                                                        |
| з 2001          | 2003 - 2015      | тренер – викладач ДЮСШ «Атлет» СКОЧИЙ Дмитро Ігорович                            |
| з 2002          | з 2003           | тренер - викладач ДЮСШ «Атлет» АЛЕЙНІЧЕВ В’ячеслав Ігорович                      |
| 2002            | з 2003           | тренер – викладач ДЮСШ «Атлет» ПУШЕНКО Володимир Дмитрович                       |
| 2002            | з 2005           | тренер – викладач ДЮСШ «Атлет» ЗБОРОВСЬКИЙ В’ячеслав Миколайович                 |
| 2004 – 2005     |                  | МАШКОВСЬКИЙ Роман Володимирович                                                  |
|                 | 2003 - 2004      | ЛИТВИНЧУК Валерій Олександрович                                                  |
|                 | 2004 - 2009      | ЧОПОВСЬКИЙ Олег Валерійович                                                      |
|                 | 2006 - 2011      | ЛЮТИЙ Владислав Олексійович                                                      |
|                 | з 2007           | ОТЛЬОТОВ Олександр Валентинович                                                  |
|                 | 2008 - 2010      | КУЛАКОВСЬКИЙ Сергій Аркадійович                                                  |
|                 | з 2008           | ЦАРЮК Олег Борисович                                                             |
|                 | 2009 - 2010      | ЧЕРНУШЕНКО Олександр Дмитрович                                                   |
|                 | з 2011           | ТОПІХА Володимир Володимирович                                                   |
|                 | з 2012           | ГРИНЧУК Роман Миколайович                                                        |
|                 | 2012             | СМАГІН Олексій Іванович                                                          |
|                 | 2013-2014        | ТІШКО Геннадій Михайлович                                                        |
|                 | з 2014           | ЧУПРИНА Євгеній Михайлович                                                       |
|                 | з 2014           | СІРЕНКО Олександр Григорович                                                     |
|                 | з 2016           | БОРОВИК Дмитро Олегович                                                          |
|                 | 2017-2018 з 2022 | РУСАН Сергій Олександрович                                                       |
|                 | 2019-2023        | МІЧУРІН Олег Вікторович                                                          |
|                 | 2020-2022        | ДЕМИДЕНКО Віктор Миколайович                                                     |
|                 | з 2021           | НІКОЛАЄНКО Леонід Миколайович                                                    |
|                 | з 2022           | ЧЕРЕДНІЧЕНКО Максим Михайлович                                                   |
|                 | з 2023           | ФЕДОРЧУК Олег Вікторович                                                         |
|                 |                  |                                                                                  |

## Результати клубного заліку чемпіонатів та першостей м. Києва
| 2010 рік 1 місце– ДЮСШ «Атлет»             |
| 2011 рік 1 місце– ДЮСШ «Атлет»             |
| 2012 рік 2 місце –ДЮСШ «Атлет»             |
| 2013 рік 2 місце –ДЮСШ «Атлет»             |
| 2014 рік 2 місце –ДЮСШ «Атлет»             |
| 2015 рік 2 місце –ДЮСШ «Атлет»             |
| 2016 рік 5 місце –ДЮСШ «Атлет»             |
| 2017 рік (перехідна) 4 місце –ДЮСШ «Атлет» |
| 2017-2018 рр 2 місце -- ДЮСШ «Атлет»       |
| 2018 -2019 рр. 1 місце - ДЮСШ «Атлет»      |
| 2019 -2020 рр 4 місце -- ДЮСШ «Атлет»,     |
| 2020 -2021 рр 3 місце -- ДЮСШ «Атлет»,     |
| 2021 -2022 рр 1 місце -- ДЮСШ «Атлет»,     |

## Вищі досягнення в міських змаганнях та ДЮФЛ України
| 2004 рік, першість м. Києва | 2017-2018 роки першість м. Києва |
| Команда 1987 р.н 1 ліга. 1 місце тр. Алейнічев В.І. Команда 1989 р.н. 1 ліга 1 місце тр. Мурашенко Д.К. Команда 1991 р.н. 1 ліга 3 місце тр. Пушенко В.Д. | Команда (ГСП) дор. В ліга 2 місце тр. Мурашенко Д.К. Команда (ГСП) U-21 В ліга 1 місце тр. Царюк О.Б., тр. Пушенко В.Д. Команда 2001 р,н. 1 ліга 1 місце тр. Філенко Е.В. Команда 2002 р.н. 1 ліга 1 місце тр. Мурашенко Д.К. Команда 2002 р.н.(2) 2 ліга 2 місце тр. Боровик Д.О. Команда 2003 р.н.(2) 1 ліга 3 місце тр. Алейнічев В.І. Команда 2004 р.н. В ліга 2 місце тр. Гринчук Р.М. Команда 2006 р.н. В ліга 3 місце тр. Зборовський В.М. Команда 2006 р.н.(2) 1 ліга 3 місце тр. Зборовський В.М. Команда 2007 р.н. А група 1 місце тр. Отльотов О.В. |
| 2005 рік, першість м. Києва | Команда (ГСП) дор. В ліга 2 місце тр. Мурашенко Д.К. Команда (ГСП) U-21 В ліга 1 місце тр. Царюк О.Б., тр. Пушенко В.Д. Команда 2001 р,н. 1 ліга 1 місце тр. Філенко Е.В. Команда 2002 р.н. 1 ліга 1 місце тр. Мурашенко Д.К. Команда 2002 р.н.(2) 2 ліга 2 місце тр. Боровик Д.О. Команда 2003 р.н.(2) 1 ліга 3 місце тр. Алейнічев В.І. Команда 2004 р.н. В ліга 2 місце тр. Гринчук Р.М. Команда 2006 р.н. В ліга 3 місце тр. Зборовський В.М. Команда 2006 р.н.(2) 1 ліга 3 місце тр. Зборовський В.М. Команда 2007 р.н. А група 1 місце тр. Отльотов О.В. |
| Команда 1992 р.н. 1 ліга 1 місце , тр. Філенко Е.В. Команда 1991 р.н. 1 ліга 2 місце тр. Пушенко В.Д. | Команда (ГСП) дор. В ліга 2 місце тр. Мурашенко Д.К. Команда (ГСП) U-21 В ліга 1 місце тр. Царюк О.Б., тр. Пушенко В.Д. Команда 2001 р,н. 1 ліга 1 місце тр. Філенко Е.В. Команда 2002 р.н. 1 ліга 1 місце тр. Мурашенко Д.К. Команда 2002 р.н.(2) 2 ліга 2 місце тр. Боровик Д.О. Команда 2003 р.н.(2) 1 ліга 3 місце тр. Алейнічев В.І. Команда 2004 р.н. В ліга 2 місце тр. Гринчук Р.М. Команда 2006 р.н. В ліга 3 місце тр. Зборовський В.М. Команда 2006 р.н.(2) 1 ліга 3 місце тр. Зборовський В.М. Команда 2007 р.н. А група 1 місце тр. Отльотов О.В. |
| 2006 рік, першість м. Києва | Команда (ГСП) дор. В ліга 2 місце тр. Мурашенко Д.К. Команда (ГСП) U-21 В ліга 1 місце тр. Царюк О.Б., тр. Пушенко В.Д. Команда 2001 р,н. 1 ліга 1 місце тр. Філенко Е.В. Команда 2002 р.н. 1 ліга 1 місце тр. Мурашенко Д.К. Команда 2002 р.н.(2) 2 ліга 2 місце тр. Боровик Д.О. Команда 2003 р.н.(2) 1 ліга 3 місце тр. Алейнічев В.І. Команда 2004 р.н. В ліга 2 місце тр. Гринчук Р.М. Команда 2006 р.н. В ліга 3 місце тр. Зборовський В.М. Команда 2006 р.н.(2) 1 ліга 3 місце тр. Зборовський В.М. Команда 2007 р.н. А група 1 місце тр. Отльотов О.В. |
| Команда 1995 р.н. вища ліга 2 місце тр. Мурашенко Д.К. Команда 1994 р.н. вища ліга 4 місце тр. Алейнічев В.І. | Команда (ГСП) дор. В ліга 2 місце тр. Мурашенко Д.К. Команда (ГСП) U-21 В ліга 1 місце тр. Царюк О.Б., тр. Пушенко В.Д. Команда 2001 р,н. 1 ліга 1 місце тр. Філенко Е.В. Команда 2002 р.н. 1 ліга 1 місце тр. Мурашенко Д.К. Команда 2002 р.н.(2) 2 ліга 2 місце тр. Боровик Д.О. Команда 2003 р.н.(2) 1 ліга 3 місце тр. Алейнічев В.І. Команда 2004 р.н. В ліга 2 місце тр. Гринчук Р.М. Команда 2006 р.н. В ліга 3 місце тр. Зборовський В.М. Команда 2006 р.н.(2) 1 ліга 3 місце тр. Зборовський В.М. Команда 2007 р.н. А група 1 місце тр. Отльотов О.В. |
| 2007 рік, першість м. Києва | Команда (ГСП) дор. В ліга 2 місце тр. Мурашенко Д.К. Команда (ГСП) U-21 В ліга 1 місце тр. Царюк О.Б., тр. Пушенко В.Д. Команда 2001 р,н. 1 ліга 1 місце тр. Філенко Е.В. Команда 2002 р.н. 1 ліга 1 місце тр. Мурашенко Д.К. Команда 2002 р.н.(2) 2 ліга 2 місце тр. Боровик Д.О. Команда 2003 р.н.(2) 1 ліга 3 місце тр. Алейнічев В.І. Команда 2004 р.н. В ліга 2 місце тр. Гринчук Р.М. Команда 2006 р.н. В ліга 3 місце тр. Зборовський В.М. Команда 2006 р.н.(2) 1 ліга 3 місце тр. Зборовський В.М. Команда 2007 р.н. А група 1 місце тр. Отльотов О.В. |
| Команда Дорослі 1 ліга 1 місце тр. Мурашенко Д.К. Команда Дорослі переможець Кубку В.Мунтяна тр. Мурашенко Д.К. Команда 1994 р.н. вища ліга 4 місце тр. Алейнічев В.І. Команда 1995 р.н. вища ліга 2 місце тр. Мурашенко Д.К. Команда 1996 р.н. вища ліга 4 місце тр. Зборовський В.М. | 2018-2019 роки першість м. Києва, ДЮФЛ У |
| Команда Дорослі 1 ліга 1 місце тр. Мурашенко Д.К. Команда Дорослі переможець Кубку В.Мунтяна тр. Мурашенко Д.К. Команда 1994 р.н. вища ліга 4 місце тр. Алейнічев В.І. Команда 1995 р.н. вища ліга 2 місце тр. Мурашенко Д.К. Команда 1996 р.н. вища ліга 4 місце тр. Зборовський В.М. | Команда 2004 р.н. ДЮФЛ України В ліга 1 місце тр. Гринчук Р.М. Команда 2003 р.н. ДЮФЛ України В ліга 2 місце тр. Алейнічев В.І. Команда (ГСП) дор. В ліга 2 місце тр. Мурашенко Д.К. Команда 2003 р.н. В ліга 2 місце тр. Алейнічев В.І. Команда 2004 р.н. В ліга 2 місце тр. Гринчук Р.М. Команда 2005 р.н. 2 ліга 3 місце тр. Нахабов С.В. тр. Філенко Е.В. Команда 2006 р.н. В ліга 3 місце тр. Зборовський В.М. Команда 2007 р.н. група А 1 місце тр. Отльотов О.В. Команда 2009 р.н. А група 2 місце тр. Царюк О.Б.                                       |
| 2008 рік, першість м. Києва | |
| Команда Дорослі (гсп)Кубок м. Києва фіналіст тр. Мурашенко Д.К. Команда Дорослі (гсп)вища ліга 2 місце тр. Мурашенко Д.К. Команда 1991 р.н. вища ліга 4 місце тр. Пушенко В.Д. Команда 1994 р.н. вища ліга 4 місце тр. Алейнічев В.І. Команда 1995 р.н. вища ліга 2 місце тр. Мурашенко Д.К. Команда 1999 р.н. вища ліга 1 місце «поза заліком» тр. Царюк О.Б. | |
| Команда 2002 р.н. Кубок м.Києва 2002 р.н. 1 місце Мурашенко Д.К. 2018-19 Фінал ДЮСШ «Атлет»-ОК.Піддубного 1-1, по пенальті 7-6 Команда 2009 р.н. Кубока пам’яті футболістів, 1 місце Царюк О.Б. загиблих в роки Другої світової війни серед команд 2009 року народження 2018-2019 Фінал ДЮСШ «Атлет»-«Динамо» 5-2 | |
| 2009 рік, першість м. Києва | |
| Команда Дорослі (гсп) вища ліга 4 місце тр. Мурашенко Д.К. Команда 1995 р.н. вища ліга 3 місце тр. Мурашенко Д.К. Команда 1997 р.н. вища ліга 4 місце тр. Скочий Д.І. Команда 1999 р.н. 2 місце «поза заліком» тр. Царюк О.Б. Команда 2000 р.н. 2 місце «поза заліком» тр. Пушенко В.Д. | |
| 2019-2020 роки першість м. Києва , ДЮФЛ У | |
| Команда (гсп) U-21 В ліга 3 місце тр. Боровик Д.О. тр. Мурашенко Д.К. Команда 2003 р.н. В ліга 2 місце тр. Алейнічев В.І. Команда 2005 р.н. 2 ліга 1 місце тр. Нахабов С.В. Команда 2006 р.н. В ліга 2 місце тр. Зборовський В.М. Команда 2007 р.н. В ліга 2 місце тр. Отльотов О.В. Команда 2008 р.н. А група 1 місце тр. Чуприна Є.М. Команда 2009 р.н. 10 група 1 місце тр. Царюк О.Б. Команда 2009 р.н.(2) 2 група 2 місце тр. Царюк О.Б. Команда 2010 р.н. 1 група 3 місце тр. Пушенко В.Д. | |
| 2010 рік, першість м. Києва | |
| Команда U 17-20 вища ліга 2 місце тр. Лютий В.О. Команда 1994 р.н. вища ліга 2 місце тр. Алейнічев В.І. Команда 1998 р.н. вища ліга 2 місце тр. Отльотов О.В. Команда 1999 р.н. вища ліга 2 місце тр. Царюк О.Б.. Команда 1994 р.н. 1 ліга 3 місце тр. Алейнічев В.І. Команда 1995 р.н. 1 ліга 2 місце тр. Мурашенко Д.К. Команда 1999 р.н. 1 ліга 1 місце тр. Царюк О.Б. Команда 2000 р.н. 1 ліга 2 місце тр. Пушенко В.Д. Команда 2001 р.н. 1 ліга 2 місце тр. Лютий В.О Команда 1996 р.н. 2 ліга 1 місце Атлет 3 тр. Лютий В.О. | |
| Команда 2006 р.н. ДЮФЛ України 2019-2020 (юнацька першість) вища ліга гр.1 2 місце тр. Зборовський В.М. Команда 2003 р.н. ДЮФЛ України 2019-2020 (юнацька першість) вища ліга гр. 1 1 місце тр. Алейнічев В.І. | |
| 2011 рік першість м. Києва | Команда (гсп) дор. Зимова першість Дарницького району м. Києва 1 місце тр. Мурашенко Д.К. Команда (гсп) U-21 Зимова першість Дарницького району м. Києва 2 місце тр. Боровик Д.О., тр. Мурашенко Д.К. |
| Команда Дорослі переможець Кубку В. Мунтяна тр. Мурашенко Д.К Команда Дорослі (гсп) вища ліга 3 місце тр. Мурашенко Д.К. К Команда 1995 р.н. вища ліга 1 місце тр. Мурашенко Д.К. Команда 1995 р.н. 1 ліга 3 місце тр. Мурашенко Д.К. Команда 1999 р.н. 1 ліга 2 місце тр. Царюк О.Б. Команда 2000 р.н. 1 ліга 3 місце тр. Пушенко В.Д. Команда 1998 р.н. 2 ліга 2 місце тр. Філенко Е.В. | Команда (гсп) дор. Зимова першість Дарницького району м. Києва 1 місце тр. Мурашенко Д.К. Команда (гсп) U-21 Зимова першість Дарницького району м. Києва 2 місце тр. Боровик Д.О., тр. Мурашенко Д.К. |
| 2020-2021 роки першість м. Києва, ДЮФЛ У | |
| Команда (ГСП) дор. вища ліга 2 місце тр. Мурашенко Д.К., тр. Гринчук Р.М. (гсп) кубок м. Києва 1 місце тр. Гринчук Р.М. Команда (гсп) U-21 вища ліга 3 місце тр. Боровик Д.О., тр. Мурашенко Д.К. Команда 2004 р.н. (гсп)В ліга 3 місце тр. Гринчук Р.М. Команда 2008 р.н.(2) А група 2 місце тр. Чуприна Є.М. Команда 2011 р.н. Б група 2 місце тр. Мурашенко Д.К. | |
| 2012 рік першість м. Києва, | |
| Команда 1995 р.н вища ліга 3 місце тр. Мурашенко Д.К. Команда 1996 р.н. вища ліга 4 місце тр. Зборовський В.М. Команда 1998 р.н. вища ліга 2 місце тр. Отльотов О.В. Команда 1999 р.н. вища ліга 3 місце тр. Царюк О.Б. Команда 2003 р.н. вища ліга 4 місце тр. Алейнічев В.І Команда 1996 р.н. 1 ліга 2 місце тр. Зборовський В.М. Команда 1998 р.н. 1 ліга 2 місце тр. Отльотов О.В. Команда 1999 р.н. 1 ліга 1 місце тр. Царюк О.Б. Команда 2000 р.н. 1 ліга 4 місце тр. Пушенко В.Д. Команда 1997 р.н. 2 ліга 4 місце тр. Скочій Д.І. Команда 1998 р.н. 2 ліга 3 місце тр. Філенко Е.В. Команда 1999 р.н. 2 ліга 2 місце тр. Царюк О.Б. Команда 1998 р.н. ДЮФЛ України 2011-2012 р.р. вища ліга 3 місце тр. Отльотов О.В. Команда 1995 р.н. ДЮФЛ України 2011-2012 р.р. вища ліга 3 місце тр. Мурашенко Д.К.            | |
| Команда 2007 р.н. ДЮФЛ України 2020-2021 (юнацька першість) Еліт-ліга 1 місце тр. Отльотов О.В. Команда 2006 р.н. ДЮФЛ України 2020-2021 (юнацька першість) Еліт-ліга 1 місце тр. Зборовський В.М. | |
| 2021-2022 роки першість м. Києва, ДЮФЛ У | |
| Команда (гсп) дор. вища ліга 3 місце тр. Мурашенко Д.К. тр. Гринчук Р.М. Команда (гсп) U-21 вища ліга 2 місце тр. Боровик Д.О. тр. Мурашенко Д.К. Команда 2005 р.н. вища ліга 3 місце Мічурін О.В., Ніколаєнко Л.М., тр. Демиденко В.М. Команда 2006 р.н. вища ліга 1 місце тр. Зборовський В.М. Команда 2008 р.н. вища ліга 2 місце тр. Чуприна Є.М. Команда 2008 р.н. (2) вища ліга 3 місце тр. Чуприна Є.М. Команда 2009 р.н. вища ліга 3 місце тр. Царюк О.Б. Команда 2009 р.н. (2) 2 ліга. Гр.1 3 місце тр. Царюк О.Б. Команда 2010 р.н. . 2 ліга гр.1 2 місце тр. Пушенко В.Д. Команда 2011 р.н. . 2 ліга гр.1 2 місце тр. Мурашенко Д.К. Команда 2011 р.н.(2) 2 ліга гр.2 2 місце тр. Мурашенко Д.К. Команда 2012 р.н. 2 ліга гр.1 3 місце тр. Алейнічев В.І. Команда 2013 р.н. 2 ліга гр.1 1 місце тр. Боровик Д.О. | |
| 2013 рік першість м. Києва | |
| Команда U-21 вища ліга 2 місце тр. Гринчук Р.М., тр. Мурашенко Д.К Команда 1996 р.н. гр. А 3 місце тр. Зборовський В.М. Команда 1998 р.н. вища ліга 3 місце тр. Отльотов О.В. Команда 1999 р.н. вища ліга 4 місце тр. Царюк О.Б. Команда 2004 р.н. вища ліга 1 місце тр. Гринчук Р.М. Команда дорослі 1 ліга 2 місце тр. Мурашенко Д.К. Команда 1998 р.н. 1 ліга 2 місце тр. Отльотов О.В. Команда 1999 р.н. 1 ліга 2 місце тр. Царюк О.Б. Команда 1997 р.н. 2 ліга 3 місце тр. Скочій Д.І. Команда 1998 р.н. 2 ліга 1 місце тр. Філенко Е.В | |
| Команда 2008 р.н. ДЮФЛ України, Еліт - ліга 2021-2022 (юнацька першість) гр.2 3 місце тр. Чуприна Є.М. Команда 2006 р.н. ДЮФЛ України, Еліт - ліга 2021-2022 (юнацька першість) гр.2 3 місце тр. Зборовський В.М. | |
| 2014 рік першість м. Києва | |
| Команда Дорослі вища ліга (гсп) 3 місце тр. Мурашенко Д.К. Команда U-21 вища ліга 2 місце тр. Мурашенко Д.К. Команда 1999 р.н. вища ліга 4 місце тр. Царюк О.Б. Команда 2000 р.н. вища ліга 2 місце тр. Пушенко В.Д. Команда 2003 р.н. вища ліга 4 місце тр. Алейнічев В.І. Команда 2004 р.н. вища ліга 4 місце тр. Гринчук Р.М. Команда 2005 р.н. вища ліга 3 місце тр. Нахабов С.В. Команда 1997 р.н. 1 ліга 3 місце тр. Скочий Д.І Команда 1998 р.н. 1 ліга 1 місце тр. Отльотов О.В Команда 1999 р.н. 1 ліга 1 місце тр. Царюк О.Б. Команда 2002 р.н. 1 ліга 3 місце тр. Мурашенко Д.К. Команда 2003 р.н. 1 ліга 1 місце тр. Алейнічев В.І. Команда Дорослі 2 ліга гр.Б 3 місце тр. Скочий Д.І. | |
| 2022- 2023 роки першість м. Києва , ДЮФЛ У | |
| Команда 2009 р.н. переможець Всеукраїнського об'єднаного турніру серед команд дитячо-юнацьких спортивних закладів «Кубок ДЮФЛУ-2022/2023» 1 місце тр. Царюк О.Б. Команда 2008 р.н. переможець Всеукраїнського об'єднаного турніру серед команд дитячо-юнацьких спортивних закладів «Кубок ДЮФЛУ-2022/2023» 1 місце тр. Чуприна Є.М. Команда 2006 р.н. фіналіст Всеукраїнського об'єднаного турніру серед команд дитячо-юнацьких спортивних закладів «Кубок ДЮФЛУ-2022/2023» 2 місце тр. Зборовський В.М. | |
| | |
| | |
| 2015 рік першість м. Києва | |
| Команда Дорослі (гсп) вища ліга 4 місце тр. Мурашенко Д.К. Команда 1999 р.н. вища ліга 1 місце тр. Царюк О.Б. Команда 2000 р.н. вища ліга 4 місце тр. Пушенко В.Д. Команда 2006 р.н. вища ліга 3 місце тр. Зборовський В.М. Команда 1999 р.н. 1 ліга 2 місце тр. Царюк О.Б. Команда 2004 р.н. 1 ліга 2 місце тр. Гринчук Р.М. Команда 2006 р.н. 1 ліга 3 місце тр. Зборовський В.М. | |
| 2016 рік першість м. Києва | |
| Команда Дорослі (гсп) вища ліга 4 місце тр. Мурашенко Д.К. Команда 1999 р.н. вища ліга 2 місце тр. Царюк О.Б. Команда 2004 р.н. вища ліга 3 місце тр. Гринчук Р.М. Команда 2002 р.н. 1 ліга 1 місце тр. Мурашенко Д.К. Команда 2004 р.н. 2 ліга гр. В 2 місце тр. Гринчук Р.М. | |
| 2017 рік перехідна першість м. Києва | |
| Команда Дорослі (гсп) вища ліга 4 місце тр. Мурашенко Д.К. Команда 2003 р.н. вища ліга 3 місце тр. Алейнічев В.І. Команда 2004 р.н. вища ліга 3 місце тр. Гринчук Р.М. ДЮФЛ України 1 ліга 2016-2017 р.р. Команда 2002 р.н. 1 місце тр. Мурашенко Д.К Команда 2000 р.н. 3 місце тр. Пушенко В.Д. | |
| Скорочення: гр. – група тр. - тренер - викладач з футболу дор. – дорослі гсп - група спеціалізованої підготовки | |

## Вихованці ДЮСШ "Атлет"
- 1988 р.н. «Маккабі» Хайфа Ізраїль — Пилявський Андрій

- 1989 р.н. ФК «Арсенал» (м. Київ) молодіжна команда — Русан Сергій
- 1986 р.н. «Нива» (м. Вінниця) 1 ліга — Кругляк Андрій
- 1982 р.н. «Шахтар» (м. Донецьк) вища ліга — Кучер Олександр

- 1982 р.н. «Путрівка» (с. Путрівка) Київська обл. — Войцехівський Максим
- 1984 р.н. Польща 2 ліга — Чуприна Євген
- 1985 р.н. ФК «Арсенал» (м. Біла Церква) 2 ліга — Гонщик Вадим
- 1991 р.н. «Нива» (м. Вінниця) 1 ліга — Адаменко Богдан
- 1992 р.н. ФК «Арсенал» (м. Київ) молодіжна команда — Фабунмі Олавале
- 1992 р.н. ФК «Рось» Біла Церква 2л — Цурупін Артем
- 1992 р.н. ФК «Рось» Біла Церква 2л — Демський Максим
- 1992 р.н. ФК «Єдність» Плиски 2л — Тимощук Кирило
- 1994 р.н. ФК «Металіст» (м. Харків) — Андрієвський Олександр
- 1995 р.н. Жіноча збірна України U17 — Пушенко Марина